# Universidad de Roma Unitelma Sapienza
La Universidad de Roma Unitelma Sapienza, anteriormente conocida como Unitelma Sapienza University (en italiano: Università degli Studi di Roma "Unitelma Sapienza"), a menudo abreviada simplemente como "Unitelma Sapienza", es una universidad privada fundada en 2004 en Roma, Italia. 
La Universidad de Roma UnitelmaSapienza es una de las 11 universidades telemáticas autorizadas por el Ministerio de Universidad e Investigación para otorgar títulos con valor legal.
Creada por Decreto Ministerial de 7 de mayo de 2004 con el nombre original de Universidad Telemática TEL.M.A., el 31 de marzo de 2010, tras un acuerdo asumió el nuevo nombre de "Unitelma Sapienza".
El primer curso de licenciatura se activó en noviembre de 2005. Las clases, estructuradas en módulos temáticos, se imparten en modalidad telemática.

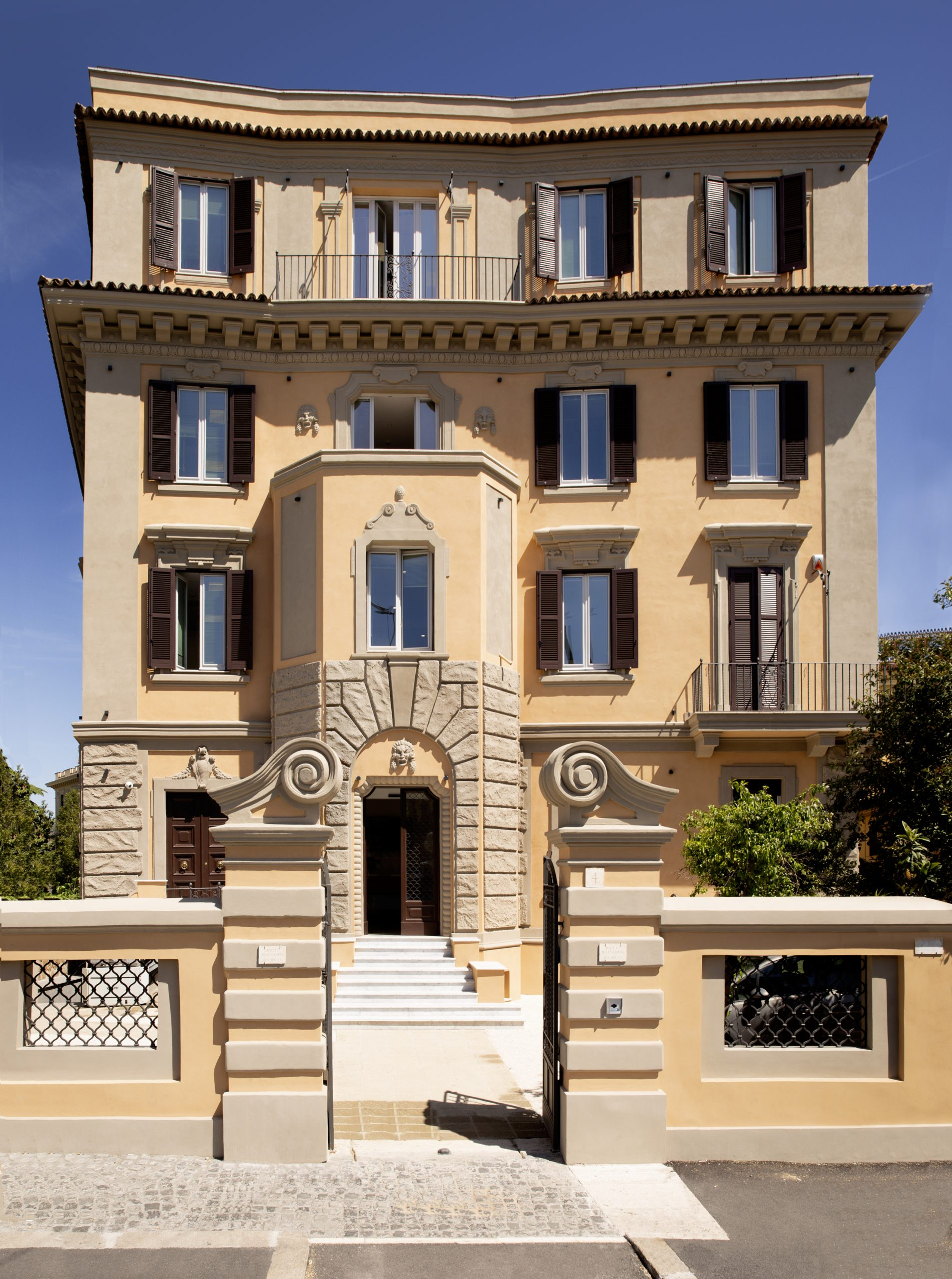
Sede central de Unitelma Sapienza en Roma

Es una universidad de naturaleza privada, que cuenta con autonomía científica, didáctica y organizativa. De modo que cuenta con sus propios órganos de gobierno entre los que se encuentra su Rector y Senado Académico. Goza de independencia presupuestaria y contable. Entre sus objetivos se encuentra el promover el derecho a la educación y apoyar a los estudiantes no tradicionales. Asimismo, ofrece una amplia gama de grados y títulos propios.

## Historia
Fue instituida el 7 de mayo de 2004 con la denominación originaria Università telematica TEL.M.A.. El 31 de marzo de 2010 adoptó la nueva denominación Unitelma Sapienza y en 2016 tras una modificación estatutaria comenzó a llamarse oficialmente con su nombre actual.
Es gobernada por un consorcio compuesto por entidades privadas y de naturaleza pública.
Ofreció su primer curso de grado en noviembre de 2005.

## Misión e historia

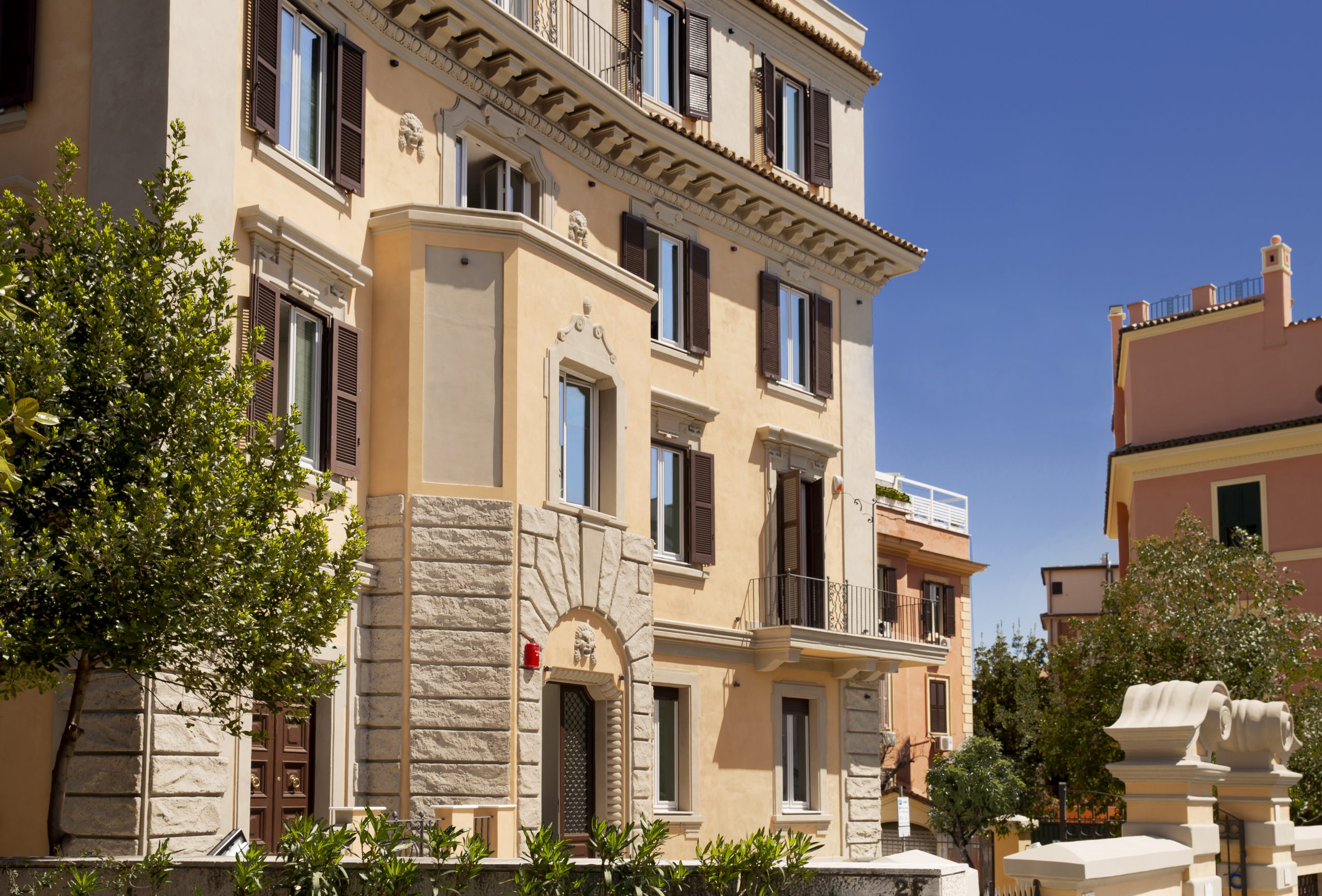
Vista de la Sede Central desde la Viale Regina Elena

Unitelma Sapienza, a través del uso de tecnologías y metodologías avanzadas de información en el aprendizaje a distancia, promueve el acceso a la educación superior a los estudiantes que no pueden asistir a actividades educativas regulares. La universidad presta especial atención al desarrollo de la investigación, en particular dentro de los sectores científico y económico, así como en la gestión de la tecnología de la información, con especial atención a las teorías, modelos, procesos, tecnologías y aplicaciones para el desarrollo de un campus virtual a través de Internet.
Se presta especial atención a la tutoría: la universidad ofrece tutores relacionados con las actividades académicas, la motivación de los estudiantes y el logro de los objetivos profesionales de los estudiantes. La universidad tiene como objetivo combinar los focos para aumentar la interactividad con los estudiantes para un entorno de aprendizaje más cooperativo.

## Modalidad
Unitelma Sapienza se dedica a la educación a distancia en las áreas de Derecho y Economía, en los niveles de grado y posgrado. La universidad generalmente requiere que los exámenes se completen en su campus de Roma, mientras que los aprendizajes se pueden completar en sitios de investigación internacionales.

## Oferta Académica
La universidad tiene varias facultades que se centran en cursos especializados tanto a nivel de pregrado como de posgrado y enseñanza en múltiples idiomas. A partir de noviembre de 2022, Unitelma Sapienza ofreció los siguientes cursos:
- Maestría en Arqueología Clásica (idioma inglés)
- Máster en Cooperación Internacional, Finanzas y Desarrollo (idioma inglés)
- Maestría en Nutrición Aplicada (idioma italiano)
- Maestría en Disciplinas Regulatorias y Política de Drogas (idioma italiano, en cooperación con la Academia Nacional de Medicina)
- Maestría en Salud
- Maestría en Administración Pública
- Maestría en Criminología
- Licenciaturas en Ciencias de la Computación (lengua italiana)
- Licenciaturas en Ciencias y Técnicas Psicológicas (lengua italiana)

Cursos de inglés:
- Máster en Economía, Gestión e Innovación
- Curso de Formación en Neonatología

Cursos de español:
- Maestría en Administración de Justicia
- Máster en Derechos humanos, política fiscal y crisis financiera global en Europa y América

Cursos de lengua italiana:
- Licenciado en Ciencias Económicas y Empresariales
- Licenciados en Ciencias de la Administración
- Maestría en Derecho
- Maestría en Economía, Gestión e Innovación
- Maestría en Ciencias en Gestión de la Administración Pública y Organización de la Salud

## Rectores
- Cesare Imbriani (2004-2006)
- Aniello Cimitile (2006-2012)
- Francesco Avallone (2012-2018)
- Antonello Folco Biagini (2018-2023)
- Bruno Botta (en ejercicio)